# Tom Chauvet
Pour les articles homonymes, voir Chauvet.
Pas d'image ? Cliquez ici

a Compétitions nationales et continentales officielles uniquement.

Dernière mise à jour le 4 juillet 2025.
Tom Chauvet, né le 20 septembre 2000, est un joueur français de rugby à XV évoluant au poste de demi d'ouverture au sein du RC Narbonne.

## Biographie

### Jeunesse et formation
Tom Chauvet débute très tôt le rugby à XV, il est formé au sein du RC Châteaurenard. Il passe plus de dix ans dans ce club avant de partir pour l'AS Béziers en 2017. Dans l'Hérault il ne reste qu'un an, avant de repartir dans son club formateur,.
Alors qu'il évolue sous le maillot du RC Châteaurenard, le club du Stade montois évoluant en Pro D2 annonce son arrivée au sein de son centre de formation en 2019.

### Débuts professionnels
Son premier match professionnel a lieu à domicile face au RC Vannes en septembre 2020, il est titulaire au poste de demi d'ouverture pour l'occasion. En équipe espoir, il est rejoint par Dino Casadeï, son cousin évoluant au poste de pilier auprès duquel il a été formé à Châteaurenard.
Après deux saisons chez les jaunes et noirs, il décide une nouvelle fois de retourner chez lui au RC Châteaurenard pour intégrer l'équipe senior.
Auteur d'une bonne saison avec son club formateur, il est repéré à l'été 2022 par le club du RC Narbonne avec qui il s'engage. Sous le maillot narbonnais, Tom Chauvet réalise une saison pleine en Nationale et marque 192 points en vingt-quatre apparitions. Après une saison complète avec le groupe professionnel, il décide de continuer à jouer avec les espoirs du club afin de les aider à accrocher le maintien en Élite. Chose que vont réussir à faire les jeunes narbonnais. Son club le prolonge pour trois ans à l'issue de la saison,.
Lors de la saison 2023-2024 de Nationale son club se hisse en demi-finale du championnat face à l'US Carcassonne. Après un match très disputé, les deux équipes se retrouvent dos à dos (20-20) à l'issue du temps règlementaire. Lors des prolongations Tom Chauvet transforme une pénalité en coin et envoie son équipe en finale sur le score de 23 à 20. Il marque ensuite dix points au pied lors de la finale perdue face au Stade niçois,. La semaine suivante, il est titulaire lors du match de barrage d'accession face à l'US Montauban, et inscrit le premier essai de son équipe, qui s'incline finalement d'un point,.